# Haplochromis barbarae
Haplochromis barbarae är en fiskart som beskrevs av Greenwood, 1967. Haplochromis barbarae ingår i släktet Haplochromis och familjen Cichlidae. IUCN kategoriserar arten globalt som akut hotad. Inga underarter finns listade i Catalogue of Life.